# Суслопаров, Владимир Фёдорович
Владимир Федорович Суслопаров (род. 13 февраля 1946) — советский и российский конструктор-оружейник, работающий на Ижевском машиностроительном заводе. Известен прежде всего разработкой оригинальных систем спортивного малокалиберного оружия для соревнований по биатлону, считается одним из основоположников данного направления в странах бывшего СССР. По данным на февраль 2014 года занимает должность начальника отдела спортивно-охотничьего оружия Конструкторско-оружейного центра концерна «Ижмаш». Кроме этого является штатным специалистом по оружию главной сборной России по биатлону.
В течение своей работы на заводе «Ижмаш» принял участие в создании 17 изобретений, на которые выданы авторские свидетельства и 9 изобретений, на которые выданы патенты РФ. 

## Краткая биография
Начал карьеру на заводе «Ижмаш» в 1969 году техником-конструктором в бюро перспективного проектирования отдела Главного конструктора. Прошёл путь до начальника отдела спортивно-охотничьего оружия. С 1997 по 2007 год работал начальником бюро проектирования спортивно-охотничьего оружия; занимался разработкой, усовершенствованием и организацией производства спортивно-охотничьего оружия.

## Список регалий
- Лауреат Государственной премии Удмуртской республики в области науки и технологий[4]
- Лауреат премии Научно-технического общества Удмуртии
- Лауреат Государственной премии Российской Федерации
- Золотая и бронзовая медали ВДНХ СССР
- Нагрудный знак «Изобретатель СССР»
- Нагрудный знак «Почётный оружейник»
- Звание «Лучший конструктор объединения «Ижмаш»
- Звание «Лучший конструктор Министерства»
- Звание «Отличник качества объединения»

Кроме этого занесён в Книгу Почёта завода «Ижмаш».

## Разработки
- Биатлон-7-2 — малокалиберная спортивная винтовка для соревнований по биатлону.
- СВ-99 — малокалиберная снайперская винтовка, разработанная по заказу МВД России
- кроме этого принимал участие в разработке охотничьих карабинов «Лось», «Барс», «Марал», «Соболь» и др.